# مونتي ريو (كاليفورنيا)
مونتي ريو (بالإنجليزية: Monte Rio CDP, California)‏ هي منطقة سكنية تقع بولاية كاليفورنيا في الولايات المتحدة. تبلغ مساحتها 5.119 كم2، وترتفع عن سطح البحر 13 م، بلغ عدد سكانها 1,152 نسمة في عام 2010 حسب إحصاء مكتب تعداد الولايات المتحدة وتصل الكثافة السكانية فيها 225 نسمة لكل كيلومتر مربع (582.7/ميل2).

## التركيبة السكانية
حدّد مكتب تعداد الولايات المتحدة بيانات التركيبة السكانية لمونتي ريو في تعداد الولايات المتحدة. في ما يلي، التركيبة السكانية حسب تعدادي 2000 و2010.

### تعداد عام 2000
بلغ عدد سكان مونتي ريو 1,104 نسمة بحسب تعداد عام 2000، وبلغ عدد الأسر 549 أسرة وعدد العائلات 234 عائلة مقيمة في المنطقة السكنية. في حين سجلت الكثافة السكانية 215.7 نسمة لكل كيلومتر مربع (558.7/ميل2). وبلغ عدد الوحدات السكنية 807 وحدة بمتوسط كثافة قدره 157.6 لكل كيلومتر مربع (408.2/ميل2).
وتوزع التركيب العرقي للمنطقة السكنية بنسبة 91.76% من البيض و0.72% من الأمريكيين الأفارقة و0.54% من الأمريكيين الأصليين و0.72% من الأمريكيين ذوي الأصول الآسيوية و0.09% من سكان جزر المحيط الهادئ و1.99% من الأعراق الأخرى و4.17% من عرقين مختلطين أو أكثر و7.34% من الهسبانيون أو اللاتينيون من أي عرق.
بلغ عدد الأسر 549 أسرة كانت نسبة 22.8% منها لديها أطفال تحت سن الثامنة عشر تعيش معهم، وبلغت نسبة الأزواج القاطنين مع بعضهم البعض 24% من أصل المجموع الكلي للأسر، ونسبة 12.6% من الأسر كان لديها معيلات من الإناث دون وجود شريك،  بينما كانت نسبة 6% من الأسر لديها معيلون من الذكور دون وجود شريكة وكانت نسبة 57.4% من غير العائلات. تألفت نسبة 41% من أصل جميع الأسر من عدة أفراد يعيشون في نفس المنزل ونسبة 7.7% كانت تتألف من شخص يعيش بمفرده يبلغ من العمر 65 عاماً أو أكثر. وبلغ متوسط حجم الأسرة المعيشية 2.01، أما متوسط حجم العائلات فبلغ 2.75.
بلغ العمر الوسطي للسكان 43.6 عاماً. وكانت نسبة 18.3% من القاطنين تحت سن الثامنة عشر، وكانت نسبة 5.2% بين الثامنة عشر والرابعة والعشرين عاماً، ونسبة 30.3% كانت واقعةً في الفئة العمرية ما بين الخامسة والعشرين والرابعة والأربعين عاماً، ونسبة 35.1% كانت ما بين الخامسة والأربعين والرابعة والستين، ونسبة 11.2% كانت ضمن فئة الخامسة والستين عاماً فما فوق. يوجد لكل 100 أنثى 110.3 ذكر، ويوجد لكل 100 أنثى في الثامنة عشر من عمرها فما فوق 113.7 ذكر.
بلغ متوسط دخل الأسرة في المنطقة السكنية 38,299 دولارًا، أما متوسط دخل العائلة فبلغ 46,336 دولارًا. وكان متوسط دخل الذكور 29,135 دولارًا مقابل 28,750 دولارًا للإناث. وسجل دخل الفرد الخاص بالمنطقة السكنية 20,262 دولارًا. وكانت نسبة 12.1% من العائلات ونسبة 16% من السكان تحت خط الفقر، وكان من هؤلاء نسبة 22.7% تحت سن الثامنة عشر ونسبة 0% في الخامسة والستين من العمر وما فوق.

### تعداد عام 2010
بلغ عدد سكان مونتي ريو 1,152 نسمة بحسب تعداد عام 2010، وبلغ عدد الأسر 576 أسرة وعدد العائلات 226 عائلة مقيمة في المنطقة السكنية. في حين سجلت الكثافة السكانية 225 نسمة لكل كيلومتر مربع (582.7/ميل2). وبلغ عدد الوحدات السكنية 930 وحدة بمتوسط كثافة قدره 181.7 لكل كيلومتر مربع (470.6/ميل2).
وتوزع التركيب العرقي للمنطقة السكنية بنسبة 90.89% من البيض و0.87% من الأمريكيين الأفارقة و0.52% من الأمريكيين الأصليين و0.95% من الأمريكيين ذوي الأصول الآسيوية و0.09% من سكان جزر المحيط الهادئ و1.39% من الأعراق الأخرى و5.30% من عرقين مختلطين أو أكثر و6.86% من الهسبانيون أو اللاتينيون من أي عرق.
بلغ عدد الأسر 576 أسرة كانت نسبة 14.8% منها لديها أطفال تحت سن الثامنة عشر تعيش معهم، وبلغت نسبة الأزواج القاطنين مع بعضهم البعض 26.2% من أصل المجموع الكلي للأسر، ونسبة 7.5% من الأسر كان لديها معيلات من الإناث دون وجود شريك،  بينما كانت نسبة 5.6% من الأسر لديها معيلون من الذكور دون وجود شريكة وكانت نسبة 60.8% من غير العائلات. تألفت نسبة 42.9% من أصل جميع الأسر من عدة أفراد يعيشون في نفس المنزل ونسبة 10.6% كانت تتألف من شخص يعيش بمفرده يبلغ من العمر 65 عاماً أو أكثر. وبلغ متوسط حجم الأسرة المعيشية 1.87، أما متوسط حجم العائلات فبلغ 2.54.
بلغ العمر الوسطي للسكان 50.7 عاماً. وكانت نسبة 11.5% من القاطنين تحت سن الثامنة عشر، وكانت نسبة 5.5% بين الثامنة عشر والرابعة والعشرين عاماً، ونسبة 22% كانت واقعةً في الفئة العمرية ما بين الخامسة والعشرين والرابعة والأربعين عاماً، ونسبة 45.8% كانت ما بين الخامسة والأربعين والرابعة والستين، ونسبة 15.3% كانت ضمن فئة الخامسة والستين عاماً فما فوق. وتوزع التركيب الجنسي للسكان بنسبة 54.5% ذكور و45.5% إناث.